# Stefania (låt)
"Stefania" (ukrainska: Стефанія) är en låt på ukrainska framförd av Kalush Orchestra. Låten vann Eurovision Song Contest 2022 i Turin.
I samband med Rysslands invasion av Ukraina 2022 kom "Stefania" att användas som "krigets hymn" på och i sociala medier, på bland annat Tiktok och Instagram. Stefania är tillägnad grundaren av Kalush, Oleh Psiuks, mor.

## Listplaceringar
| Lista (2022)     | Topplacering |
| ---------------- | ------------ |
| Litauen (AGATA)  | 43           |
| Ukraina (TopHit) | 1            |